# Kvismaren (naturreservat)

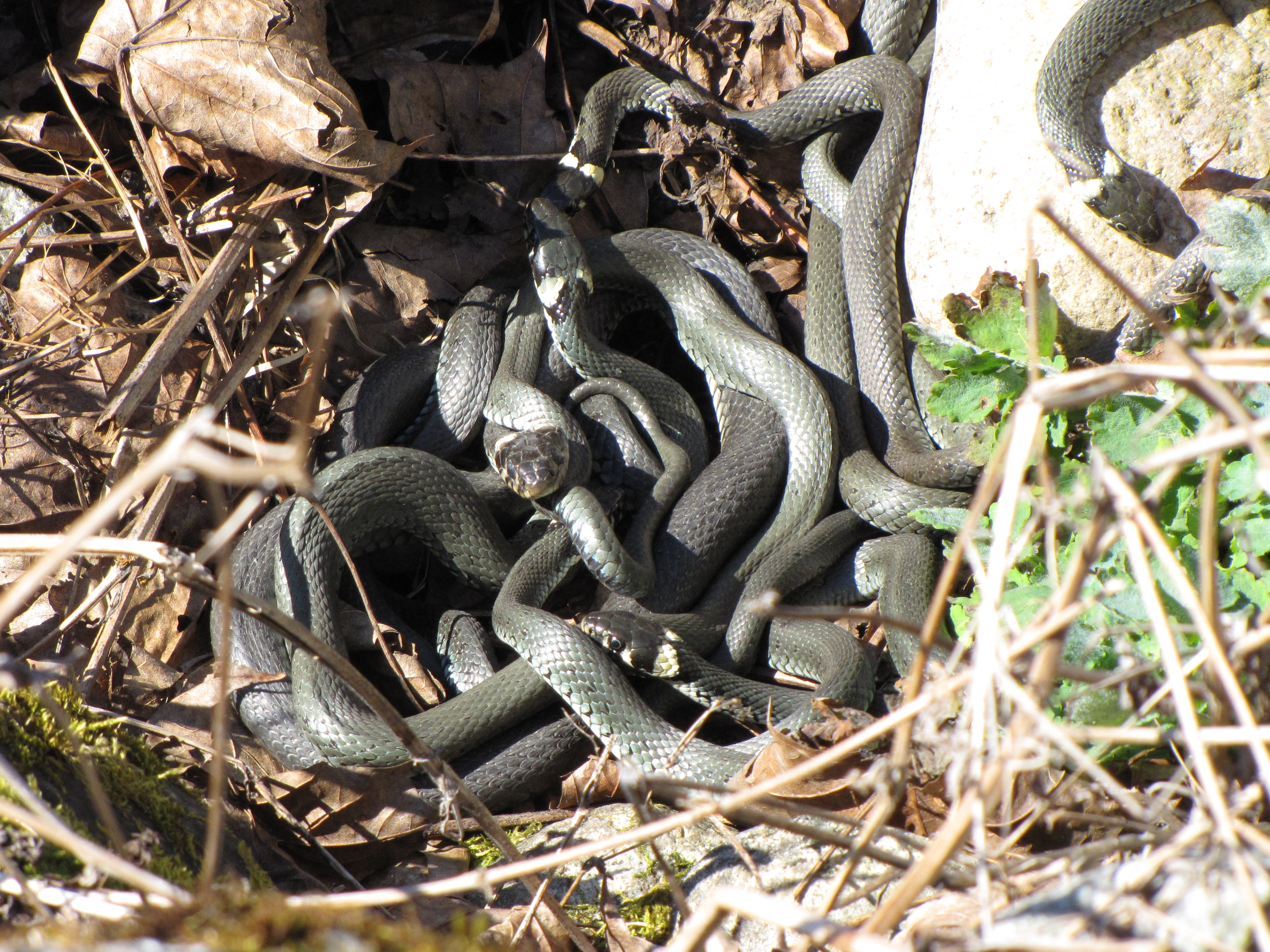
Snokar vid Öby kulle.

Kvismaren är ett naturreservat 2 mil utanför Örebro i Hallsbergs, Kumla och Örebro kommuner. På området, som är uppdelat i Östra och Västra Kvismaren, finns en fågelstation där över 250 000 fåglar av ca 160 arter ringmärkts.
I samband med Hjälmarsänkningen och sänkningen av Mosjön, reducerades de tidigare insjöarna Östra och Västra Kvismaren till våtmarker. Den torrlagda åkerjorden sjönk också så småningom ihop och kom att ligga sju decimeter lägre än direkt efter sänkningen, vilket ledde till översvämningar. År 1953 rensades Kvismare kanal upp. Man byggde även en skyddsvall utmed Östra Kvismarens norra sida. Denna kompletterades 1959 och 1960 med en sydlig vall utmed Kvismare kanals norra kant. Därvid återuppstod delvis Östra Kvismaren som Fågelsjön.
Av Kvismaresjörana återstår idag Rysjön (0,782 km²), som utgör resten av Västra Kvismaren, och Fågelsjön (0,768 km²). Sjöarna genomflyts av Kvismare kanal, som i öster mynnar i Hjälmaren.
Öby kulle på landtungan mellan Västra och Östra Kvismaren är ett naturreservat, känt bl.a. för förekomst av ormar.